# Bajtársak (regény)
A Bajtársak Sven Hassel dán származású író regénye.
Egy kisujjunk körmére tévedő kalapács

több fájdalmat és bosszúságot okoz,

mint milliók gyötrelmes halála.

## A szerző
Sven Hassel (1917–2012) dán származású író, aki a második világháborúban német katonaként harcolt, az észak-afrikai fronton kívül mindenhol, majd négy évet vészelt át orosz hadifogságban. Saját élményeire és valós eseményekre alapozva írta meg 14 háborús regényét, amelyek 50 országban 25 nyelvre lefordítva 53 millió példányban keltek el (2015-ig). Ezek közül a harmadik, a Bajtársak (Comrades of War) 1960-ban készült el. Magyar nyelvre fordította: Nitkovszki Sztaniszlav (1999).

## Szereplők
Az énelbeszélésben Sven ritkán aktív szereplő, a könyörtelen háborún néhány kiemelt (valóságból a történetbe átírt) bajtárs vezet végig. Az óriás termetű, de társai által is elismerten ostoba Pici a balhék nagymestere. Ha véletlenül nyugalom van, ő kész ezt felborítani. Személyes múltjába érzékeny pillanatokban leshetünk. A másik leggyakoribb név a kötetben "a Légiós" (Alfred Kalb), aki a francia idegenlégióban szolgált, ennek bizonyságaként francia szavakkal vagdalódzik, s az iszlám vallásra tért át.

## Fordítások
- angol: Comrades of War
- brazil: Camaradas de Guerra
- cseh: Drzi ve Smrti
- finn: Aseveljet
- francia: Camarades de Front
- horvát: Ratni drugovi
- holland: Frontkameraden
- ír: Stridsfelagar
- kínai:(Comrades of War)
- lengyel: Tozysze Broni
- magyar: Bajtársak
- norvég: Frontkamerater
- olasz: Kamaraden
- orosz: (Comrades of War)
- portugál: Camaradas de Guerra
- román: Camarazi de Front
- spanyol: Camaradas del Frente
- svéd: Frontkamrater
- szerb: Ratni Drugovi
- török: Cephe Arkadaslari

### Magyarul
- Bajtársak; ford. Nitkovszki Sztaniszlav; Aquila, Debrecen, 1999